# Рауль Фоллеро
Рау́ль Фоллеро́ (фр. Raoul Follereau, 17 серпня 1903 — 6 грудня 1977) — французький поет, публіцист, громадський діяч. Слуга Божий.
Він був ініціатором Всесвітнього дня боротьби з проказою і засновником благодійної організації, відомої сьогодні у Франції як Фонд Рауля-Фоллеро, яка бореться з проказою і бідністю та сприяє доступу до освіти.

## Життєпис
Засновник Ордену милосердя (1948) та Федерації європейських протилепрозних асоціацій (1966). Усе життя присвятив боротьбі за права хворих на проказу. Ще при житті Фоллеро називали «Святим Франциском двадцятого століття».
З ініціативи Фоллеро було встановлено Всесвітній день допомоги хворим на проказу.

## Вшанування пам'яті
Італійська асоціація друзів Рауля Фоллеро заснувала премію миру імені Рауля Фоллеро.